# Vailly (Aube)
Vailly ist eine französische Gemeinde mit 310 Einwohnern (Stand 1. Januar 2022) im Département Aube in der Region Grand Est (vor 2016 Champagne-Ardenne). Die Gemeinde gehört zum Arrondissement Troyes und seit 2015 zum Kanton Creney-près-Troyes (zuvor Kanton Troyes-2).

## Geographie
Vailly liegt etwa neun Kilometer nordnordöstlich von Troyes. Umgeben wird Vailly von den Nachbargemeinden Feuges im Norden, Charmont-sous-Barbuise im Osten und Nordosten, Luyères im Osten, Creney-près-Troyes im Süden, Lavau im Südwesten sowie Sainte-Maure im Westen und Südwesten.

## Bevölkerungsentwicklung
| 1962                      | 1968 | 1975 | 1982 | 1990 | 1999 | 2006 | 2013 |
| ------------------------- | ---- | ---- | ---- | ---- | ---- | ---- | ---- |
| 152                       | 130  | 177  | 291  | 280  | 247  | 269  | 305  |
| Quelle: Cassini und INSEE |      |      |      |      |      |      |      |

## Sehenswürdigkeiten
- Kirche Saint-Nicolas

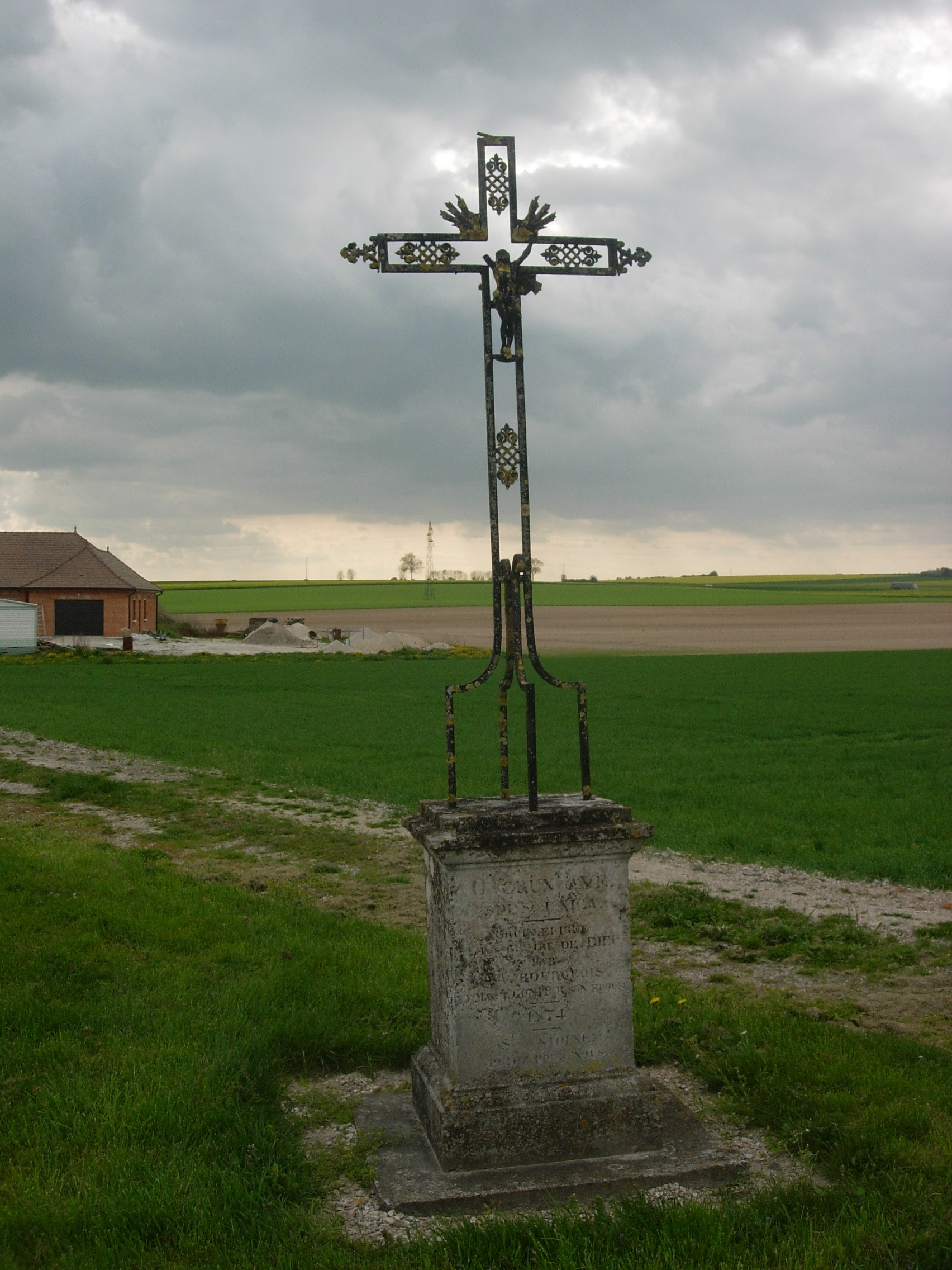
Flurkreuz
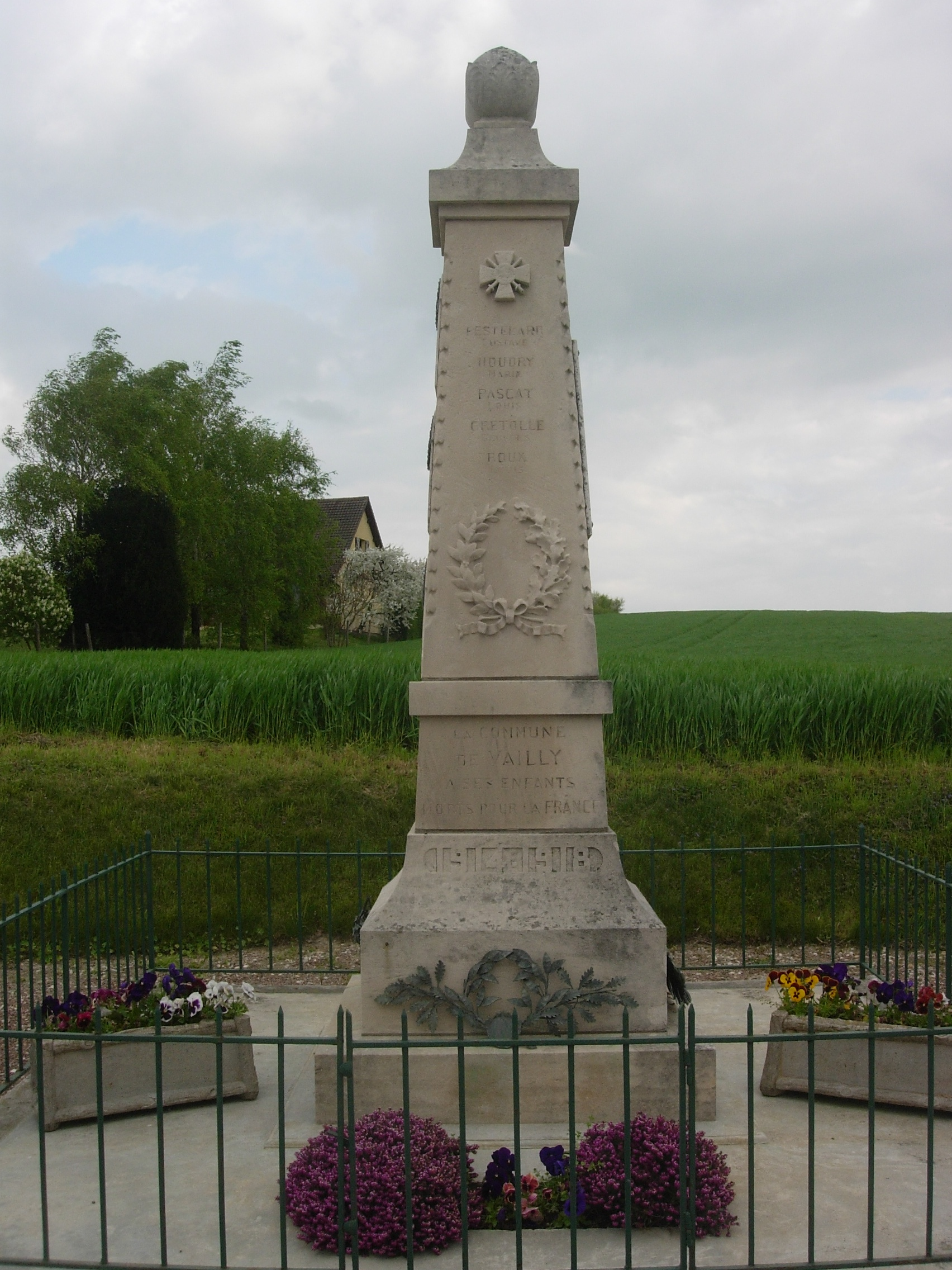
Gefallenendenkmal